# Kurujärvi (sjö i Enare, Lappland)
Kurujärvi är en sjö i kommunen Enare i landskapet Lappland i Finland. Sjön ligger 212,4 meter över havet. Arean är 1,18 kvadratkilometer och strandlinjen är 9,38 kilometer lång. Sjön  ingår i Tuulomajokis huvudavrinningsområde.   Den ligger omkring 250 kilometer norr om Rovaniemi och omkring 940 kilometer norr om Helsingfors. 